# Monsonia ignea
Monsonia ignea är en näveväxtart som beskrevs av Schinz. Monsonia ignea ingår i släktet hottentottnävor, och familjen näveväxter. Inga underarter finns listade i Catalogue of Life.